# Bătălia de la Lechfeld
Bătălia de la Lechfeld (în germană Schlacht auf dem Lechfeld, în maghiară Augsburgi csata) a fost o bătălie care a avut loc pe 10 august 955, între armata împăratului Otto cel Mare și o armată maghiară condusă de Bulcsú, Lehel și Súr. Bătălia s-a încheiat cu victoria germanilor, punând astfel capăt incursiunilor maghiare în centrul Europei. Lechfeld este o câmpie inundabilă, care se întinde de-a lungul râului Lech, la sud de Augsburg. Dupǎ aceastǎ înfrângere maghiarii au încetat incursiunile în vestul Europei, începând incursiuni și expansiune în est și sud - a aparut drept vitală cucerirea Transilvaniei.

## Preludiu
După ce fiii săi, Liudolf, duce de Suabia și Conrad, duce de Lorena, au înăbușit o rebeliune, regele Otto I s-a stabilit în Saxonia. La sosirea sa în Magdeburg a primit rapoarte ale invaziei maghiare. Ungurii mai invadaseră acele meleaguri pe parcursul desfășurării rebeliunii. Invazia maghiară a dus la izbucnirea revoltei în Franconia. Din cauza neliniștii în rândul slavilor polabieni de pe Elba inferioară, Otto a trebuit să-i retragă pe germani de la locurile lor. Bătălia s-a desfășurat la șase săptămâni de la primul raport despre invazie. 
Regele a ordonat trupelor sale să se concentreze pe Dunăre, în apropiere de Neuburg și Ingolstadt. El a făcut acest lucru în scopul de a mărșălui pe linia maghiară de comunicații și a-i ataca pe la spate în timp ce aceștia efectuau raiduri la nord-est de Augsburg. Prin urmare, a fost stabilit un punct central de concentrare pentru a-și organiza armatele. Strategic, aceasta a fost cea mai bună locație pentru ca Otto să-și concentreze forțele sale înainte de a da lovitura finală asupra maghiarilor.  
Au mai existat și alte ocazii, în 932 și 954, de exemplu, s-au desfășurat incursiuni maghiare, invadând ținuturile germanice la sud de Dunăre și apoi s-au retras înapoi în țara lor de descălecat, prin intermediul teritoriului Lotharingia, la  Regatul franc de Vest și, în final, prin Italia.  
Nu există nici o sursă de încredere cu privire la dimensiunea armatelor, iar numerele sunt contestate. Punctul de vedere cel mai acceptat este că Otto a chemat aproximativ 8.000 de oameni. Cele opt legiuni de câte 1.000 de militari cuprindeau trei diviziuni din Bavaria, două din Suabia, una din Franconia și una din Boemia, sub conducerea prințului Boleslav I. A opta divizie, comandată de către Otto și puțin mai mare decât celelalte, includea germani, turingieni și garda personală a regelui. Contingentul regelui, probabil, era format din  cavaleri de origine francă. 
Din scrierile apărute în cronicile vremurilor, armata maghiară ar fi fost alcătuită din aproximativ 25-50.000 de soldați, însă în realitate numărul participanților la luptă ar fi fost de 10-25.000.   
Gerhard de Augsburg⁠(de)[traduceți] a scris în Vita Sancti Uodalrici că forțele maghiare au avansat la râul Iller, spre Augsburg, oraș ce era apărat de către episcopul Ulrich de Augsburg. Cel mai probabil, lupta feroce a avut loc pe 8 august la poarta de est a orașului, cea pe care maghiarii au încercat să o ia cu asalt. Soldații din subordinea episcopului s-au apărat cu curaj și l-au ucis pe conducătorul atacatorilor, forțându-i pe maghiari să se retragă. A doua zi ungurii au lansat rezistența împotriva unui atac general. În timpul bătăliei a sosit și Berchtold de Risinesburg. La sfârșitul zilei asediul a fost respins, iar ungurii s-au pregătit pentru lupta de a doua zi. Contele Dietpald a condus soldații în tabăra lui Otto pe timpul nopții.

## Bătălia

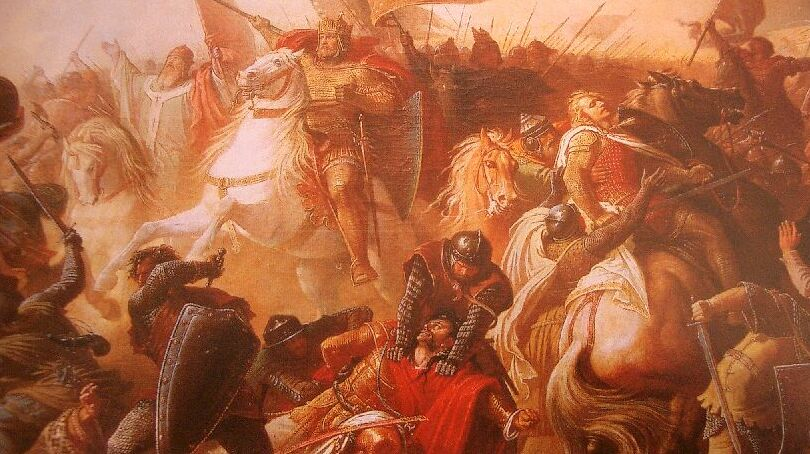
Lechfield

Ordinea de marș a armatei germane a fost: cele trei contingente bavareze, contingentul franc condus de ducele Konrad, unitatea regală (centru), cele două contigente din Suabia și contingentul din Boemia, bavarezii plasându-se în fruntea coloanei.
După cronicarul Widukind de Corvey, Otto „și-a așezat tabăra lui pe teritoriul orașului Augsburg”, s-a alăturat acolo forțelor lui Henry I, Duce de Bavaria, care era  bolnav de moarte și ale Ducelui Conrad cu un număr mare de cavaleri din regiunea Franconia. Sosirea neașteptată a lui Conrad i-a încurajat pe războinici atât de mult încât doreau să atace imediat inamicul.   
Sosirea lui Conrad, ducele exilat de Lotharingia (Lorena) și a lui Otto, fiul lui, a fost un eveniment încurajator pentru că el i-a respins repede pe  maghiari. O legiune de șvabi era condusă de Burchard al III-lea, duce de Suabia, care s-a căsătorit cu Hedwig, fiica lui Henry, fratele lui Otto. Printre cei care au luptat sub Otto a fost și Boleslav de Boemia. Aproximativ 3.000 de germani au fost comandați de Otto însuși.  
Ungurii au trecut râul și au atacat imediat bohemienii, apoi mai târziu legiunile șvabilor, dar s-au retras după o luptă scurtă. Otto a primit cuvântul de atac și i-a ordonat lui Conrad să recupereze proviziile, ca apoi să revină la principalele forțe. În ciuda salvelor de săgeți de la unguri, armata lui Otto a  distrus linia maghiară.
Germanii au fost capabili de a lupta corp-la-corp cu ungurii. Bulcsú a simulat o retragere cu o parte din forța sa, în încercarea de a ademeni oamenii lui Otto în urmărire, dar fără nici un rezultat. Linia germană s-a menținut și i-a respins pe maghiarii din domeniu. Forțele germane mențineau disciplina și i-au urmărit metodic pe maghiari în următoarele două zile. Ungurii căutau refugiu în satele din apropiere, caii lor fiind extenuați. Aceștia au fost „înconjurați și arși de vii în interiorul zidurilor”. Ducele Conrad, după ce a deschis vesta în căldura verii, a fost lovit de o săgeată în gât. „Niciodată o victorie nu a fost obținută atât de sângeros”, concluziona Widukind.
Regele Otto a petrecut noaptea de după bătălie în Augsburg. El a dat ordinul precis ca toate podurile și vadurile râului Lech să fie bine păzite, cu scopul ca toți ungurii, dar mai ales conducătorii lor, să fie capturați și uciși până la unul. Căpeteniile Bulcsu, Lehel și Sur au fost duse la Regensburg și executate în public. 
Au fost lăsați în viață, dar cu urechile și nasul tăiate, doar câțiva militari de rang inferior care trebuiau să ducă în Panonia mesajul că, dacă ungurii mai continuă raidurile, coaliția Sfântului Imperiu Roman va merge până în Panonia să îi decimeze complet și pe cei rămași în tabere. Istoriografia ungară este în asentimentul istoricului Gyula Kristo care apreciază bătălia de la Lechfeld drept o „catastrofală înfrângere”, care a pus capăt unei perioade de aproape 100 de ani de raiduri de jaf ale ungurilor în Europa.
Practic după anul 955 ungurii au încetat orice raid în vest, așa că Otto, acum încoronat împărat, nu a fost nevoit să pornească o campanie de pedepsire finală. Fajsz [pronunțat Fois], căpetenia triburilor maghiare, a fost detronat după înfrângerea de la Lechfeld, locul de Mare Prinț al ungurilor fiind luat de către Taksony. Acesta a trimis solie la Constantinopol pentru a i se trimite ajutor de creștinare. 